# Palau na Letnich Igrzyskach Olimpijskich Młodzieży 2010
Palau na Letnich Igrzyskach Olimpijskich Młodzieży w Singapurze w 2010 reprezentowało 4 sportowców w 3 dyscyplinach.

## Skład kadry

### Lekkoatletyka
- Rubie Joy Gabriel – 100 m – 23. miejsce
- Rodman Teltull – 100 m – 26. miejsce

### Pływanie
- Maria Gibbons
  - 50 m stylem dowolnym – odpadła w eliminacjach (51. miejsce)
  - 100 m stylem dowolnym – odpadła w eliminacjach (51. miejsce)

### Podnoszenie ciężarów
- Mavrick Faustino – kategoria do 63 kg – 8. miejsce